# Pujal Coy
Pujal Coy es una localidad mexicana situada en el estado de San Luis Potosí, dentro del municipio de Ébano. Dista 13.9 km de la cabecera municipal, Ébano.

## Geografía
Pujal Coy se localiza en el centro del municipio de Ébano, en el este del estado de San Luis Potosí. Se encuentra a una altura media de 34 m s. n. m. y cubre un área de 2.04 km².

## Demografía
De acuerdo con el censo realizado en 2020 por el Instituto Nacional de Estadística y Geografía (INEGI), en Pujal Coy había un total de 3721 habitantes, de los que 1890 eran mujeres y 1831, hombres.
En dicho año, el número de viviendas en la localidad era de 1156, de las que 972 se encontraban habitadas.
| Gráfica de evolución demográfica de Pujal Coy entre 1960 y 2020 |
|                                                                 |
| Fuente: Instituto Nacional de Estadística y Geografía.          |